# ماپد
ماپد (انگلیسی: Maped) شرکت نوشت افزار فرانسوی است، که در سال ۱۹۴۷ تأسیس شد.